# Christian Thomsen (militærperson)
Christian Thomsen (født 2. marts 1917 i Rakkeby, død 29. august 1943 i Korsør) var en dansk torpedo-underkvartermester af 2. grad på minestrygeren Hajen og faldt under Danmarks besættelse, da han modsatte sig tyskernes angreb den 29. august 1943.
Et monument for ham og søjløjtnant Aage Rübner Jørgensen, der ligeledes blev dræbt i kamp, er rejst i Rådhushaven i Korsør.
Borgerne i Korsør rejste en gravsten på Korsør Kirkegård over ham.